# Daniel Leconte
 (septembre 2017).
Si vous disposez d'ouvrages ou d'articles de référence ou si vous connaissez des sites web de qualité traitant du thème abordé ici, merci de compléter l'article en donnant les références utiles à sa vérifiabilité et en les liant à la section « Notes et références ».
Pour les articles homonymes, voir Leconte.
Daniel Leconte, né le 7 janvier 1949 à Oran en Algérie, est un journaliste français, producteur de cinéma et producteur de télévision.

## Biographie
Cette section ne s'appuie pas, ou pas assez, sur des sources secondaires ou tertiaires indépendantes du sujet.

Pour l'améliorer, ajoutez-en, ou placez des modèles {{Source secondaire souhaitée}} ou {{Source secondaire nécessaire}} sur les passages mal sourcés. (janvier 2022)
Daniel Leconte a commencé sa carrière en 1972 comme pigiste pour Politique Hebdo et Le Monde diplomatique. Envoyé spécial en Thaïlande en 1972 puis au Laos et au Cambodge en 1973 et 1974, il écrit plusieurs grands reportages sur le conflit indochinois. Il travaille ensuite pour le supplément du journal Le Monde avant d’intégrer le service étranger de la rédaction de Libération en 1979.
En 1980, il quitte Libération et travaille pour Les après-midi de France Culture. Parallèlement, il coécrit Carnaval, une fiction réalisée par Gérard Guillaume et produite par le Service de la Recherche de l'INA (1981). Il y joue le premier rôle masculin. La même année, il écrit Les pieds noirs, histoire et portrait d’une communauté, publié aux éditions du Seuil.
Il est intégré en juin 1981 à la rédaction d'Antenne 2, d’abord au service société puis au service étranger. En 1982, il signe avec Jean Louis Saporito Refuzniks ou la liberté refusée, un film tourné clandestinement en URSS. Pour ce premier film, il obtient le Prix Bernard Lecache de la LICRA (Ligue contre le racisme et l’antisémitisme) qui lui est remis par Alain Poher, Président du Sénat.
En 1983, il réalise Voyage à l’intérieur de la résistance polonaise, un film tourné clandestinement après l'état de siège décrété par le général Jaruzelski. Le film est diffusé dans Résistances, le magazine des droits de l'homme de la rédaction d’Antenne 2. Il est dupliqué à plusieurs milliers d'exemplaires en Pologne par les militants antitotalitaires qui le font circuler sous le manteau et devient ainsi l'un des premiers films de la vidéothèque clandestine de Solidarność. En rétorsion, la junte polonaise refuse les visas à Antenne 2 pour le voyage historique du Pape Jean Paul II en Pologne.
Il réalise l'année suivante Les esprits sont tombés dans la boîte, un film tourné en Amazonie dans une tribu Yanomami, découverte par des missionnaires protestants américains au cours d’une expédition qui avait remonté l’un des affluents de l'Amazone en 1967. Parallèlement à son activité de grand reporter au service étranger d'Antenne 2, Daniel Leconte présente les journaux télévisés. Le Journal de nuit et Télématin d’abord. Puis les journaux de 13 h et de 20 h.
À partir de 1986, il produit et présente avec Jean-Claude Guillebaud L'Histoire immédiate, la version télévisée de la collection des éditions du Seuil créée par Jean Lacouture. Seront adaptés entre autres pour le petit écran les livres de Jean Boissonnat et Michel Albert, d'Emmanuel Todd, Joël de Rosnay et de Laurent Joffrin, etc.
En 1988, il obtient le Prix Albert-Londres et le Prix Ondas pour La deuxième vie de Klaus Barbie. Il retrace le parcours en Amérique latine du bourreau de Jean Moulin. Régis Debray alors conseiller du Président Mitterrand à l'Élysée accepte de l’aider. Il convainc Alvaro de Castro l’ancien bras droit de Barbie et Gustavo Sánchez Salazar (de) qui a arrêté Barbie de répondre à ses questions. Au cours de ce tournage, il obtient des documents inédits sur l’activité de Barbie qui vaudront à Gustavo Sanchez Salazar d’être convoqué à Lyon pour en dire plus aux jurés chargés de juger Klaus Barbie.
La même année, il réalise avec Jean-Louis Saporito Entre deux mondes. Pour les besoins du film, il retrouve à New York, Paris et Jérusalem les personnages rencontrés à Moscou et à Leningrad au cours de son premier film : Refuzniks ou la liberté refusée. Au cours du tournage, il découvre que Refuzniks ou la liberté refusée a été falsifié par le KGB et présenté au public soviétique en 1984 comme un exemple de la façon dont les espions de l'étranger travaillent pour salir l'URSS et le communisme. Dans Entre deux mondes, il reprend des extraits du documentaire falsifié par le KGB pour démontrer à son tour les méthodes totalitaires de l'Union soviétique. En 1988 toujours, il présente avec Jean-Claude Guillebaud Les nouveaux Russes en direct de Moscou et en présence de Boris Eltsine notamment.
En 1989, il quitte la rédaction d'Antenne 2 et entreprend le tournage à Moscou de Le rêve perdu de Nicolas Kazakov, en coproduction avec le Studio Gorki. C’est la première coproduction entre la France et l'URSS soutenue par la nouvelle chaîne culturelle franco-allemande Arte.
Daniel Leconte s’associe en 1991 à Christophe de Ponfilly et Frédéric Laffont pour produire et réaliser Zanzibar, un magazine mensuel de grands reportages diffusé sur France 3. Il y signe trois films Les amants de Tokyo Bay, Tanger 36e parallèle et Qu’elle était verte ma campagne.
En 1992, il est engagé comme Directeur-adjoint de l’Information par Arte. Il crée le concept, produit et présente jusqu’en 1994 le magazine hebdomadaire Transit. Michel Polac et Daniel Cohn-Bendit éloignés des écrans depuis de longues années font leur retour sur le devant de la scène et signent une chronique hebdomadaire dans ce magazine. Transit est composé de nombreux reportages. Il signe personnellement le reportage Le Monde selon Bouddha tourné à Dharamsala dans le Nord de l’Inde.
Dans ce magazine, le Dalaï Lama y est invité, ainsi que Salman Rushdie qui, cible d’une fatwa des mollahs iraniens pour avoir écrit Les versets sataniques, vient débattre publiquement avec Toni Morrison, Susan Sontag, Pierre Bourdieu, Jacques Derrida et Hans Enzensberger. Dans Transit, la montée de l’islam radical sera pour la première fois nommée et les parlementaires européens réunis à Strasbourg brisent l’isolement des combattants assiégés à Sarajevo et dialogueront en direct avec eux.[réf. souhaitée]
En décembre 1994, Daniel Leconte quitte Arte. Il crée Doc en stock, il en devient le président-directeur général et producteur indépendant.

### Doc en stock
Cette section ne s'appuie pas, ou pas assez, sur des sources secondaires ou tertiaires indépendantes du sujet.

Pour l'améliorer, ajoutez-en, ou placez des modèles {{Source secondaire souhaitée}} ou {{Source secondaire nécessaire}} sur les passages mal sourcés. (septembre 2022)
En 1995, il crée le concept, produit et présente pour Arte De quoi jme mêle. La dernière émission de cette collection a lieu en décembre 2011. C’est une émission de documentaires suivis de débats sur des sujets d'actualité. Les années Carlos en 1995, A quoi servent les hommes politiques ?, en 1997, La nuit algérienne en 1998, Le singe, cet homme, Une enfance gay, United we stand en 2001, La France est elle antisémite ?, et Le 11 septembre n’a pas eu lieu en 2003, Les hommes et les femmes sont-ils faits pour vivre ensemble ?, Les esclaves oubliés, Pour en finir avec le communisme, Où sont passées les féministes ?, Ces droits de l’homme qu’on assassine, Le mâle du siècle, etc.
En 1998 pour une diffusion Arte, il réalise Millau, un été meurtrier et deux épisodes nouveaux de sa saga documentaire Le rêve perdu de Nicolas Kazakov commencée en 1990 : Lénine si tu savais et Le pope, le communiste et le manager.
Il crée en 1999 Film en stock dont la mission principale consiste à produire des fictions et des films de cinéma. Producteur de fictions, Daniel Leconte a notamment porté à l’écran Princesse Marie de Benoît Jacquot avec Catherine Deneuve et Heinz Bennent, La Ravisseuse d’Antoine Santana avec Isild Le Besco, Anémone et Grégoire Colin, Monsieur Max de Gabriel Aghion avec Jean-Claude Brialy, Dominique Blanc, Guillaume Gallienne, Féodor Atkine, Jean-Claude Dreyfus, Au crépuscule des temps de Sarah Lévy avec Yolande Moreau, Jean Claude Dreyfus et Féodor Atkine.
Il crée le concept en 2001,  produit et lance sur Arte une nouvelle collection : « L'enfance d'un chef ». Six films de 52 minutes consacrés à des géants de l’histoire pour comprendre les cheminements personnels qui les ont conduits à changer l’histoire du monde : Margaret Thatcher, Deng Xiaoping, Ronald Reagan. Il réalise personnellement trois numéros de cette collection : Boris Eltsine, Fidel Castro et Juan Carlos.
En 2007, il réalise C'est dur d'être aimé par des cons sorti en salles en sélection officielle du Festival de Cannes 2008 et au « New York Film Festival ». Le réalisateur suit le procès intenté en 2007 contre le journal satirique Charlie Hebdo après la publication par ce dernier des caricatures danoises de Mahomet qui avaient prêté à polémique en 2005.
Il écrit en 2010 l’idée originale et produit Carlos, une mini-série événement réalisée par Olivier Assayas, en sélection pour le Festival de Cannes. Carlos remporte le Golden Globe Award de la meilleure mini-série à l'occasion de la 68e cérémonie des Golden Globe Awards à Los Angeles le 17 janvier 2011, et reçoit deux nominations aux Emmy Awards américains 2011.
En 2011, Daniel Leconte produit et réalise Le Bal des menteurs consacré à l'affaire Clearstream, nommé aux Césars 2012 dans la catégorie meilleur film documentaire. L'année suivante, il crée, produit et présente I love Democraty sur Arte, un carnet de voyages.
Il produit Repas de fête en 2013 , une émission présentée par le chef du Ritz, Michel Roth.
En 2015, il produit et réalise avec son fils Emmanuel Leconte L'Humour à mort en sélection officielle au Festival de Toronto et au Festival international du film de Copenhague.

## Critiques et controverses
Les émissions de Daniel Leconte ont été accusées par Acrimed et la journaliste Mona Chollet de faire des amalgames douteux entre gauchistes, complotistes et antisémites,.
À propos du film sur l'affaire Clearstream Le Bal des menteurs, plusieurs médias ont critiqué le fait que l'avocat de Clearstream Richard Malka soit le conseiller juridique du film,.

## Engagements
Proche de la mouvance néoconservatrice, il a collaboré à la revue Le Meilleur des mondes et défend notamment la thèse du « choc des civilisations ». Il prend part en 2000 à la polémique concernant Mohammed al-Durah, enfant palestinien tué par l'armée israélienne, accusant le correspondant de France 2 en Israël Charles Enderlin d’avoir « bidonné » les images de la mort de l'enfant.

## Filmographie
- Carnaval, 1980.
- Refuzniks ou la liberté refusée, 1982.
- Voyage à l’intérieur de la résistance polonaise, 1984.
- Corse : Un dimanche pas comme les autres', 1984.
- Les esprits sont tombés dans la boite, 1985.
- L’Angleterre à l’heure de Madame Thatcher, 1986.
- La Deuxième Vie de Klaus Barbie, 1986.
- L’Afrique malade du Sida, 1987.
- Entre deux mondes, 1989.
- Le Rêve perdu de Nicolas Vassiliévitch Kazakov, 1991.
- Le Palais des illusions
- La Passion selon Staline
- Natacha, Tatiana et Lena
- Les Enfants de l’utopie
- Les Amants de Tokyo Bay, 1992.
- Tanger, 36e parallèle, 1993.
- Quelle était verte ma campagne, 1993.
- Le Monde selon Bouddha, 1993.
- My Name is Angie, 1994.
- Klein : un cas allemand, 1995.
- Les Soldats de Dieu, 1995.
- Les Enfants du Bon Dieu ou La vie quotidienne au Vatican, 1995.
- Bons Baisers de Berlin, 1995.
- Que la Reine sauve la BBC..., 1996.
- To Beef or not to Beef, 1996.
- Les Troubadours de l’info, 1997.
- Scènes de classe en Bavière, 1997.
- L’Affaire Boeing, 1997.
- Gouverner, c’est choisir ?, 1997.
- Lénine si tu savais..., 1998.
- Le Pope, le communiste et le manager (2e partie)
- Le Tsar, le docteur du tsar et l’espion, 1998.
- 42, été meurtrier 1998 - Sélection FIPA 99
- Avant la guerre, 1999.
- Boris Eltsine, l’enfance d’un chef, 2001.
- La Faute à Lénine, 2001.
- Que reste-t-il du rêve américain ?, 2001.
- Afghanistan la guerre pour de vrai, 2002, coréalisé avec Damien Degueldre
- Vous avez dit antisémite ?, 2003, coréalisé Barbara Necek
- Fidel Castro, l'enfance d’un chef, 2004
- C'est dur d'être aimé par des cons, 2008

### Réalisateur
- 2011 : Le Bal des menteurs (Le Bal des Menteurs : le procès Clearstream)
- 2011 : Le Grand Bal des Menteurs coréalisé avec Denis Jeambar  (documentaire de 210 minutes)[4]
- 2015 : Pasqua par Pasqua (documentaire de 120 minutes)
- 2015 : L'Humour à mort coréalisé avec Emmanuel Leconte (documentaire de 90 minutes)

### Producteur
- 2010 : Carlos de Olivier Assayas

## Publications
- Au nom du Père, éd. NEB
- Les pieds noirs, éd. du Seuil
- Camus si tu savais..., 308 pages, éd. du Seuil, 2006,  (ISBN 978-2-02-090764-4)

## Distinctions
- Prix Bernard Lecache de la Licra en 1982 pour Refuzniks ou la liberté refusée
- Prix Albert-Londres pour La Deuxième vie de Klaus Barbie (1988)
- Prix Ondas (1988) pour La Deuxième Vie de Klaus Barbie
- Festival de Cannes 2008 : En sélection officielle pour C’est dur d’être aimé par des cons
- New York Film Festival : Sélection officielle pour C’est durr d’être aimé par des cons
- Festival de Cannes 2010 : Sélection officielle pour Carlos réalisé par Olivier Assayas
- Golden Globes 2011 de la meilleure série de cinéma faite pour la Télévision pour Carlos
- 2 nominations aux Emmy Awards américains 2011 pour Carlos
- César 2012 : nomination pour le meilleur documentaire pour Le Bal des menteurs
- César 2011 : deux nominations, César du meilleur espoir masculin à Edgar Ramirez pour Carlos
- Festival de Toront : sélection officielle de L'Humour à mort
- Festival de Copenhague : sélection officielle de 'L'Humour à mort